# 電子傳媒
電子傳媒，亦作電子媒體，泛指所有以電子方式傳送訊息的傳播媒體，包括電報、電台、電視、电影、电游等，亦即傳統印刷媒體以外、未有新媒體比如社群網站之前的所有大眾媒體。

## 影响
从19世纪的电报、电话、电影到20世纪的广播、电视、卫星通信、電腦网路，以及后续出现的各种新型传播方式，电子传播媒介逐渐成为人们生活中不可分割的一部分，改变着社会结构和人际关系，对社会的影响归纳为以下几点:
使用电子传播媒介的人不再受到其社会身份、地位的限制口语传播和文字传播由人的社会地位决定，带有强化特定身份的意味。电子传播媒介提供了隐去身份参与交流的条件。
共享平台多数电子传播媒介为满足人们获取信息的需求，作为一种共享平台存在，是一种最为广泛的公共领域。
公开与私下场合的模糊将原属于社会各个层面内部的场景展现于公共领域，各种私人领域的隐秘问题逐渐变成公共讨论的问题。
人存在于更多信息系统中电子传播媒介绕开了空间的隔离，人们可以通过各种电子传播媒介获取各种环境信息，不再限制于某一给定的信息系统。
新的行为方式和道德准则在电子传播媒介的使用中潜移默化地形成了新的行为方式和道德准则。电子传播媒介改变了社会团体间的界限及群体的范围，“距离”的意义消失时，人与人则在道德上更为接近。
更简易、准确的监管电子传播媒介促成的新传播模式中，每个人同时成为传播者和接受者，人们自由获取信息、发表意见时，由于技术原因，当权者拥有比使用其他传播媒介时更简易、准确的监管手段。

## 參看
- 传播媒体
- 網路媒體